# Euphyia selmae
Euphyia selmae är en fjärilsart som beskrevs av Bytinsky-salz 1934. Euphyia selmae ingår i släktet Euphyia och familjen mätare. Inga underarter finns listade i Catalogue of Life.